# Karl Skou
Frantz Jakob Nikolaj Karl Skou (* 7. Dezember 1915 in Iginniarfik; † unbekannt) war ein grönländischer Pastor und Landesrat.

## Leben
Karl Skou war der Sohn des Jägers Frantz Kristian Oluf Schou (1874–?) und seiner Frau Marie Pauline Agathe Steenholdt (1883–?). Sein Vater war der uneheliche Sohn eines dänischen Böttchers. Er studierte von 1936 bis 1938 an Grønlands Seminarium in Nuuk. In den 1960er Jahren war er Pastor in Aasiaat und saß von 1967 bis 1971 für eine Legislaturperiode in Grønlands Landsråd.